# Vasco da Gama (Goa)
Vasco da Gama (gyakran rövidítve csak Vasco) város Indiában, Goa államban. Nevét az azonos nevű portugál felfedezőről kapta. Mormugao adminisztratív körzetének a székhelye. A Mormugao-félsziget nyugati végében fekszik, a Zuari folyó tölcsértorkolatának déli partján. Goa egyik legnagyobb városa, lakossága 105 ezer fő volt Marmagáóval 2001-ben. 
Vasúti (South Central Railway), közúti (NH 17A út) kapcsolattal és nemzetközi repülőtérrel rendelkezik (Dabolim Airport). Ipari központ, kikötőváros, az indiai haditengerészet goai bázisa is itt található. 
A várost 1543-ban alapították és 1961-ig portugál kézben maradt, amikor is a függetlenedett Indiához csatolták.

## Fordítás
- Ez a szócikk részben vagy egészben  a   Vasco_da_Gama, Goa című angol Wikipédia-szócikk fordításán alapul.  Az eredeti cikk szerkesztőit annak laptörténete sorolja fel. Ez a jelzés csupán a megfogalmazás eredetét és a szerzői jogokat jelzi, nem szolgál a cikkben szereplő információk forrásmegjelöléseként.
- Ez a szócikk részben vagy egészben  a   Vasco_da_Gama (Stadt) című német Wikipédia-szócikk fordításán alapul.  Az eredeti cikk szerkesztőit annak laptörténete sorolja fel. Ez a jelzés csupán a megfogalmazás eredetét és a szerzői jogokat jelzi, nem szolgál a cikkben szereplő információk forrásmegjelöléseként.